# Airton Moisés Santos Sousa
Airton Moisés Santos Sousa, noto semplicemente come Airton (Belém, 2 febbraio 1999), è un calciatore brasiliano, attaccante del Grêmio Novorizontino.

## Carriera
Cresciuto nel settore giovanile del Palmeiras, nel 2019 viene prestato al Ceará, con cui debutta fra i professionisti il 20 agosto in occasione del match di Série B perso 2-0 contro il Coritiba.
Nel gennaio del 2020 passa all'Inter de Limeira, dove prende parte al Campionato Paulista del 2020, per poi trasferirsi al Cruzeiro. Nel club biancoblu diventa in breve tempo una pedina importante, collezionando oltre 50 presenze fra Série B e Campionato Mineiro.
Nel 2021 viene prestato al Ceará.

## Statistiche
Statistiche aggiornate al 10 ottobre 2021.

### Presenze e reti nei club
| Stagione        | Squadra          | Campionato      | Campionato | Campionato | Coppe nazionali | Coppe nazionali | Coppe nazionali | Coppe continentali | Coppe continentali | Coppe continentali | Altre coppe | Altre coppe | Altre coppe | Totale | Totale | Totale |
| Stagione        | Squadra          | Comp            | Pres       | Reti       | Comp            | Pres            | Reti            | Comp               | Pres               | Reti               | Comp        | Pres        | Reti        | Pres   | Reti   |        |
| --------------- | ---------------- | --------------- | ---------- | ---------- | --------------- | --------------- | --------------- | ------------------ | ------------------ | ------------------ | ----------- | ----------- | ----------- | ------ | ------ | ------ |
| 2019            | Oeste            | A1/SP+B         | 0+2        | 0          | CB              | 0               | 0               |                    | -                  | -                  |             | -           | -           | 2      | 0      |        |
| 2020            | Inter de Limeira | A1/SP           | 11         | 0          |                 | -               | -               |                    | -                  | -                  |             | -           | -           | 11     | 0      |        |
| 2020            | Cruzeiro         | M1/MG+B         | 0+30       | 4          | CB              | 1               | 0               |                    | -                  | -                  |             | -           | -           | 31     | 4      |        |
| 2021            | Cruzeiro         | M1/MG+B         | 13+9       | 1+1        | CB              | 4               | 0               |                    | -                  | -                  |             | -           | -           | 26     | 2      |        |
| 2021            | Ceará            | PD/CE+A         | 0+5        | 0          | CB              | 0               | 0               |                    | -                  | -                  |             | -           | -           | 5      | 0      |        |
| Totale carriera | Totale carriera  | Totale carriera | 70         | 6          |                 | 5               | 0               |                    | -                  | -                  |             | -           | -           | 75     | 6      |        |